# AN/SPS-43
AN/SPS-43 (также известен как AN/SPS-37A) — американский корабельный двухкоординатный радар большой дальности компании «Вестингауз». Модификация радара AN/SPS-37, отличающаяся от прототипа лучшей защищённостью от средств электронного противодействия.
Использовался с двумя типами антенн: SPS-29 для ракетных крейсеров специальной постройки и SPS-37 для авианосцев и переоборудованных артиллерийских крейсеров. Антенна SPS-37 имела вдвое большую ширину и более узкий луч, обеспечивавший более точное определение азимута.
В общей сложности компанией «Вестингауз» произведено и поставлено 49 единиц AN/SPS-43. В настоящее время снят с вооружения и заменён более современным радаром AN/SPS-49.

## Установки на кораблях
- Авианосцы типа «Эссекс»
- Авианосцы типа «Мидуэй»
- Авианосцы типа «Форрестол»
- Авианосцы типа «Китти-Хок»
- Авианосцы типа «Нимиц»
- Ракетные крейсера типа «Галвестон»
- Ракетные крейсера типа «Олбани»